# Navália
Navália (em latim: Navalia) era um estaleiro, porto e base militar da frota romana em Roma localizado na margem do Tibre perto do Campo de Marte.

## História
O porto foi criado na margem do Tibre bem no começo do período republicano. Sobretudo entre os séculos IV e II a.C., o período das Guerras Púnicas, era ali que ficava baseada a frota Roma. Depois disto, apenas os navios designados para proteger a capital eram baseados em Navália e o resto da frota se espalhou por todos os domínios romanos.
Lívio cita Navália quando relata que, em 338 a.C., os navios capturados dos âncios durante a Batalha do rio Astura foram levados para Roma. No século III a.C., quando o traçado da Muralha Serviana foi alterado na direção do Tibre, o Porto Tiberino ficou no interior da fortificação, mas a Navália permaneceu fora. Para permitir o acesso direto à cidade, foi aberta a Porta Naval na muralha, citada por Sexto Pompeu Festo no século II d.C. e provavelmente ainda visível no final do século XV nas imediações do Teatro de Marcelo.
No século VI, Procópio de Cesareia visitou o que ainda restava da Navália e notou que havia ali um navio muito antigo, tradicionalmente chamado de "Navio de Eneias".

## Localização
Originalmente, a Navália ficava diante da Ilha Tiberina, em uma área que ficou livre de edifícios até a era de Augusto. Depois disto, o porto foi ampliado para o norte e provavelmente chegou até o local da Ponte Élio.

## Descrição
A descoberta de blocos de cantaria com abóbadas de berço (as mais antigas já encontradas em Roma), aparentemente datadas do século II a.C., na margem esquerda do Tibre tem sido associada com a Navália. De maneira geral, Navália estava repleta de áreas cobertas, com tetos altos o suficiente para abrigar os navios que estavam ali sendo construídos ou reparados.

## Localização
| Planimetria do Campo de Marte meridional |
| --- |
| Tibre Navália Circo Flamínio Teatro de Marcelo T. de DianaC T. da Piedade T. de Jano T. de Juno T. de Spes Templo de Belona Templo de Apolo Sosiano Templo de Júpiter Estator Templo de Juno Regina Pórtico de Otávia Portico de Filipo T. de Hércules Portico de Otávio Teatro de Balbo Cripta de Balbo Portico de Minúcio T. das Ninfas Diribitório T. de Juturna T. da Fortuna T. de Ferônia T. dos Lares Permarinos Cúria de Pompeu Portico de Pompeu Teatro de Pompeu Templo da Vênus Victrix Templo de Marte Santuário de Hércules Grande Vigia Templo de Castor e Pólux Ponte Fabrício Ilha Tiberina Pórtico dos Máximos T. de Netuno Pórtico dos Deuses Vila Pública Hecatostilo T. da Fortuna Equestre Anfiteatro de Estacílio Tauro (?) |